# Estavayer
Estavayer (hist. Stäffis) – gmina (fr. commune; niem. Gemeinde) w Szwajcarii, w kantonie Fryburg, siedziba administracyjna okręgu Broye. Leży nad jeziorem Lac de Neuchâtel. Powstałą 1 stycznia 2017 z połączenia gmin Bussy, Estavayer-le-Lac, Morens, Murist, Vuissens i Vernay.

## Demografia
W Estavayer mieszkają 10 133 osobyb. W 2020 roku 22,9% populacji gminy stanowiły osoby urodzone poza Szwajcarią.

## Transport
Przez teren gminy przebiega autostrada A1 oraz drogi główne nr 150, nr 152 i nr 181.
Na terenie gminy leży część lotniska wojskowego Payerne, na którym od 1998 mogą odbywać się również cywilne operacje lotnicze.